# Ludus Magnus
Il Ludus Magnus era la principale scuola/caserma di gladiatori (lat. ludus gladiatorius) a Roma, collocata nei pressi del Colosseo, nella valle tra l'Esquilino e il Celio.
Fu una delle quattro caserme (ludi) costruite da Domiziano (comprendenti anche il Gallicus, il Matutinus e il Dacicus), l'unica oggi parzialmente visibile.

## Storia
Nell'area si trovavano precedentemente una domus tardo-repubblicana e un'insula della prima età imperiale, distrutte nell'incendio neroniano. La struttura domizianea fu fondata nell'interro sovrapposto ai resti dell'incendio. La fase attualmente visibile si riferisce ad un restauro avvenuto sotto Traiano, che comportò la demolizione e ricostruzione di parte dell'elevato, probabilmente per motivi statici. Commodo, appassionato di giochi gladiatori, vi si esibì e sembra vi avesse anche soggiornato.
In epoca tardo-antica l'edificio dovette essere nuovamente restaurato e la cavea fu sostenuta con una serie di muri radiali in opera listata, che misero fuori uso gli ambienti di servizio presenti nelle sue sostruzioni. Altri ambienti con muri in tufelli furono ricavati nella testata del portico all'angolo nord-occidentale. L'edificio fu forse restaurato ancora sotto Odoacre (le venationes, o giochi con gli animali, continuarono fino al 536, ma i restauri, ricordati in un'iscrizione rinvenuta frammentaria, si riferiscono forse piuttosto al Colosseo). L'abbandono dell'edificio si data a partire dal VI secolo, quando esso fu utilizzato come area per modeste sepolture.
I resti della metà settentrionale del complesso furono rimessi in luce nel 1937, in occasione degli scavi per la costruzione di un nuovo edificio tra via di San Giovanni in Laterano e via Labicana, e sistemati tra il 1957 e il 1961 per la realizzazione della nuova Esattoria Comunale progettisti Pompeo e Giuseppe Coltellacci.

## Descrizione

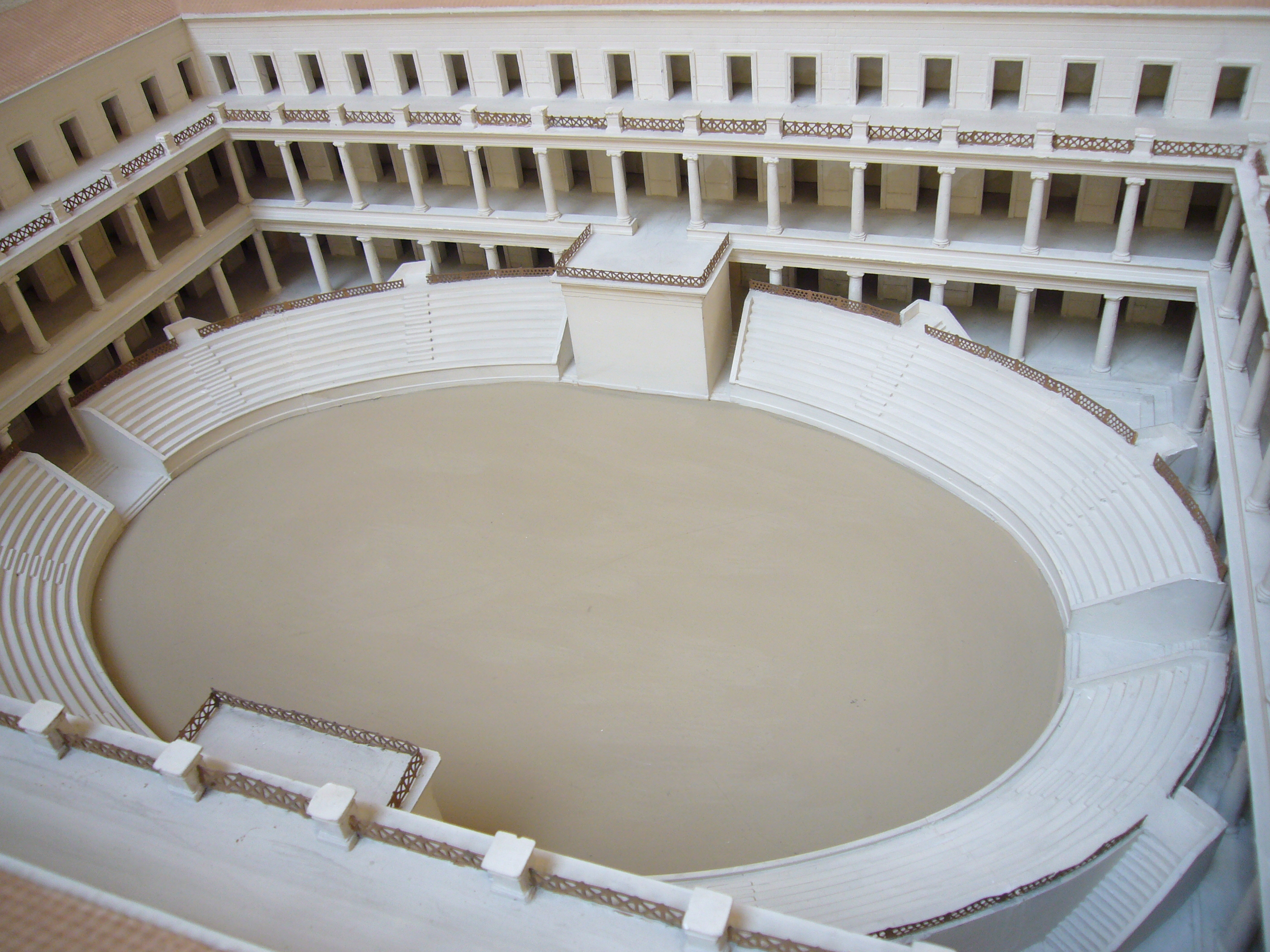
Ricostruzione ideale del Ludus Magnus ai tempi di Domiziano.

Sono stati trovati i resti di 14 celle per gli alloggiamenti privi di ogni traccia di letti: il che ha fatto pensare che i gladiatori dormissero in terra su giacigli. Le celle misuravano ciascuna all'incirca 20 metri quadrati e vi dovevano abitare due gladiatori per un totale nella palestra di circa un migliaio.
L'edificio, che doveva avere tre piani, aveva una pianta simile a quella conosciuta per altre caserme, con stanze di alloggio e servizi intorno ad uno spazio centrale ed era circondato da un portico di colonne tuscaniche in travertino. I percorsi interni erano assicurati da un corridoio alle spalle degli ambienti e dalle scale per i piani superiori, disposte agli angoli. Su uno dei lati corti una grande aula con porticato interno era forse adibita a sacello per il culto imperiale.
Il cortile centrale era occupato dall'arena per gli allenamenti, realizzata come copia a scala ridotta di quella del Colosseo (con un rapporto di 1:2,5) e della quale resta parte della curvatura. Vi si dovevano anche svolgere rappresentazioni aperte al pubblico e la cavea, accessibile da scale esterne, poteva ospitare 3000 persone, con palchi per le autorità al centro dei lati lunghi. Secondo altri autori i 1200 spettatori erano invitati ad assistere all'addestramento dei gladiatori.
Un passaggio sotterraneo, individuato nel 1939, permetteva di accedere direttamente ai sotterranei del Colosseo, al di sotto dello spazio lastricato che separava i due edifici. Il sottopassaggio iniziato da Domiziano, compiuto e inaugurato da Traiano fu rifinito da Adriano.

## Gli altriludi
Gli altri ludi costruiti da Domiziano furono:
- il Ludus Dacicus, forse inizialmente destinato ai prigionieri delle spedizioni condotte in Dacia da Domiziano. In base ad un frammento della Forma Urbis Severiana che lo raffigura, sembra essere stato collocato tra le terme di Traiano e il Ludus Magnus, a nord di esso, oltre la via Labicana;
- il Ludus Gallicus, forse destinato ai gladiatori di origine gallica e di incerta collocazione;
- il Ludus Matutinus, adibito agli allenamenti per le venationes (combattimenti con animali) che avevano luogo all'alba. Si trovava forse tra il tempio del Divo Claudio sul Celio e l'antica via del vicus Capitis Africae, dove furono viste le fondazioni ellittiche della cavea in scavi effettuati nel 1938. Sembra essere stato realizzato sopra un edificio più antico, forse il ludus bestiarius citato da Seneca[4].

Orazio cita, intorno al 10 a.C., un ludus Aemilius, una caserma di gladiatori appartenuta ad un membro della gens Aemilia e di incerta collocazione, più tardi trasformata in uno stabilimento termale (balneus Polycleti).

## Galleria d'immagini

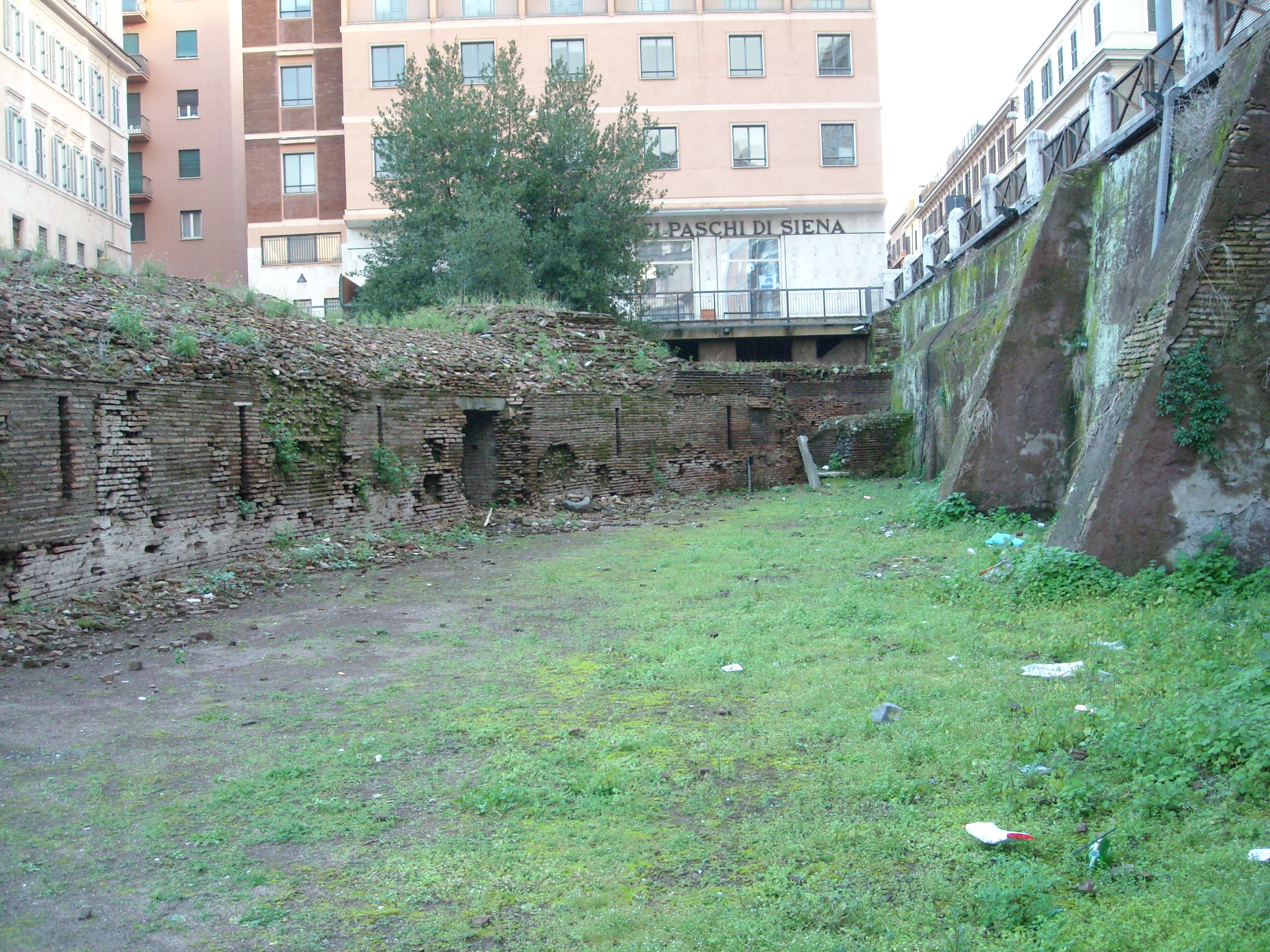
Interno dell'arena.
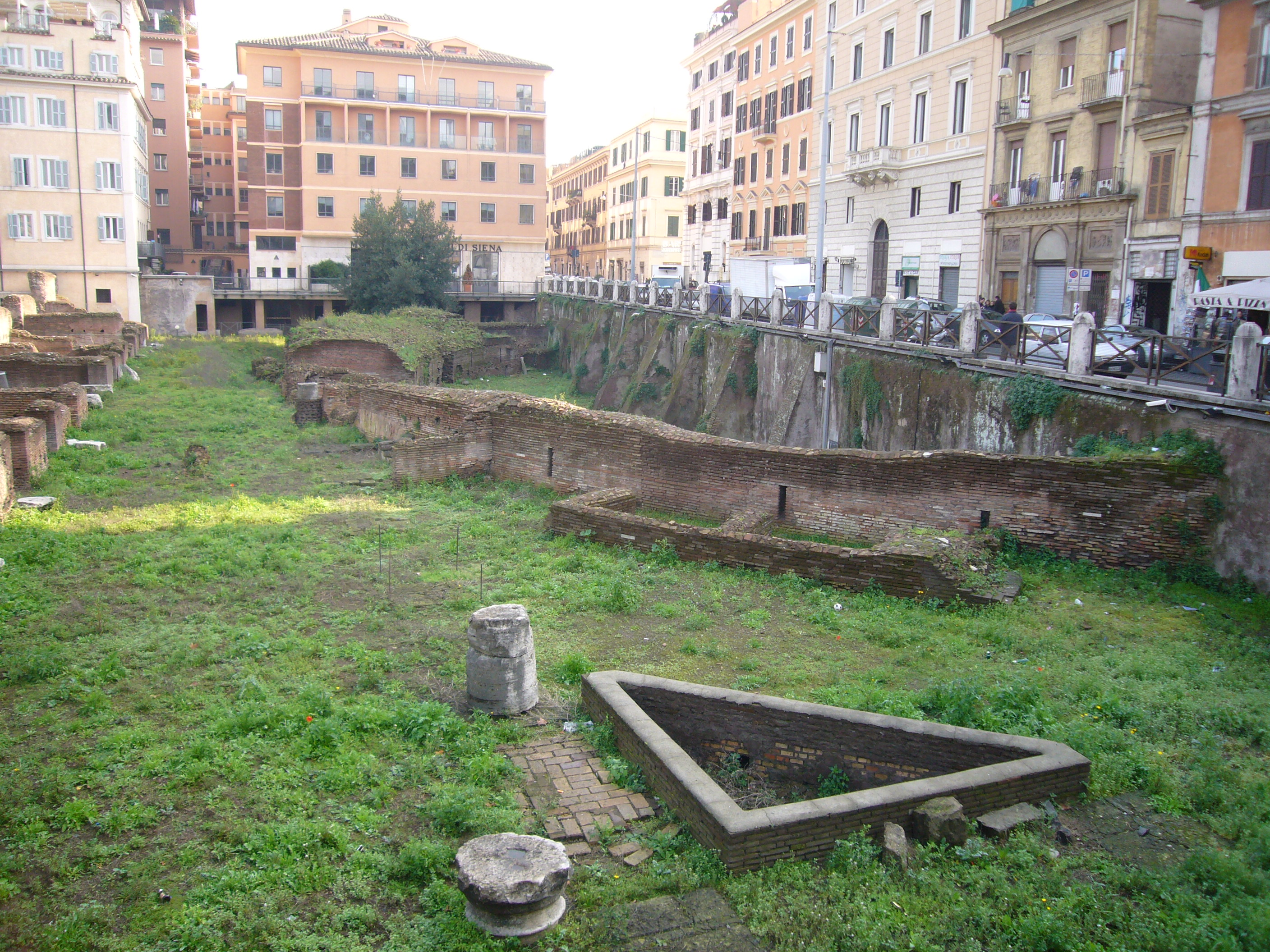
La curva dell'arena gladiatoria; in primo piano lo spazio di una fontana.
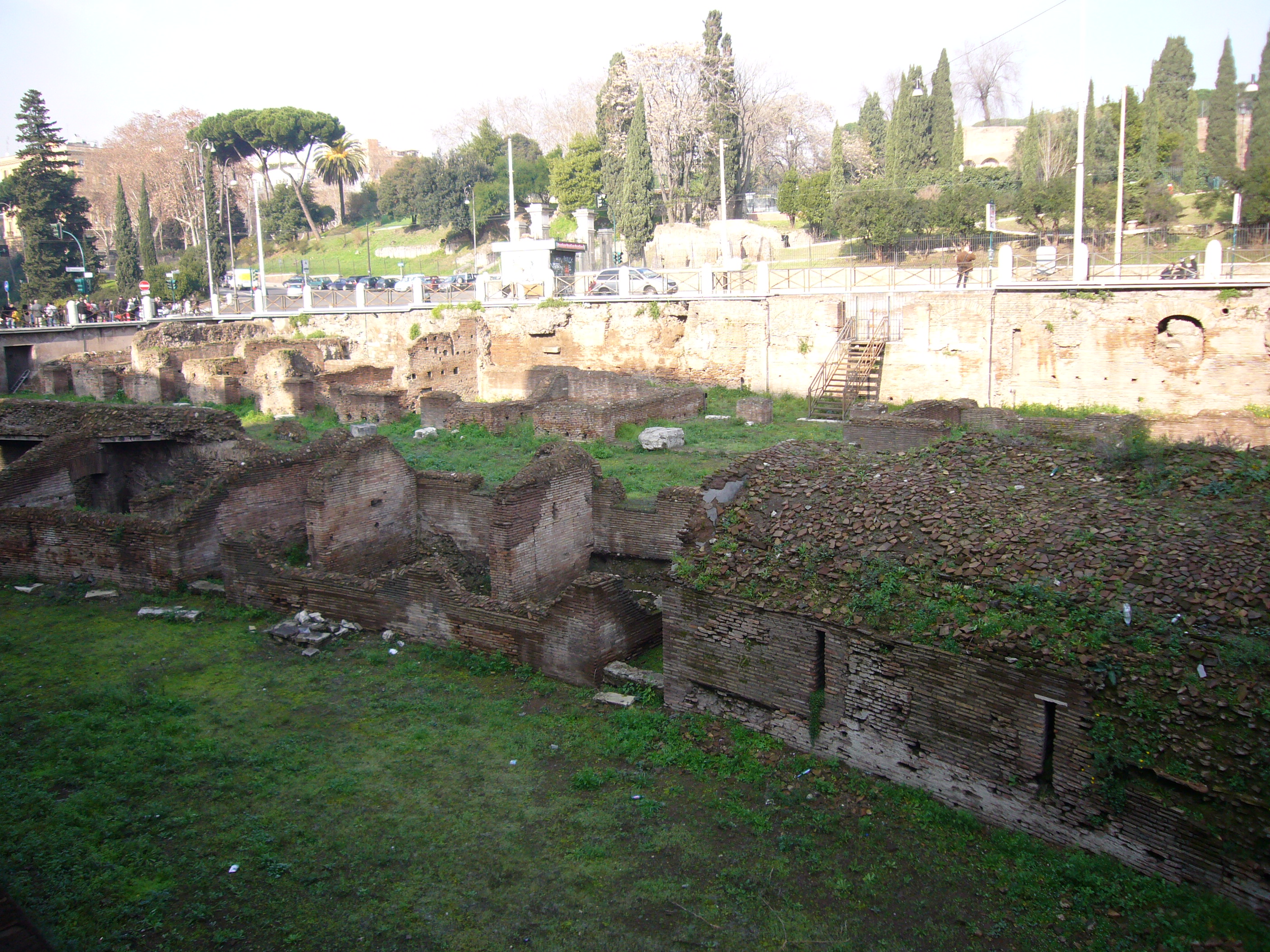
Struttura delle gradinate dell'arena.
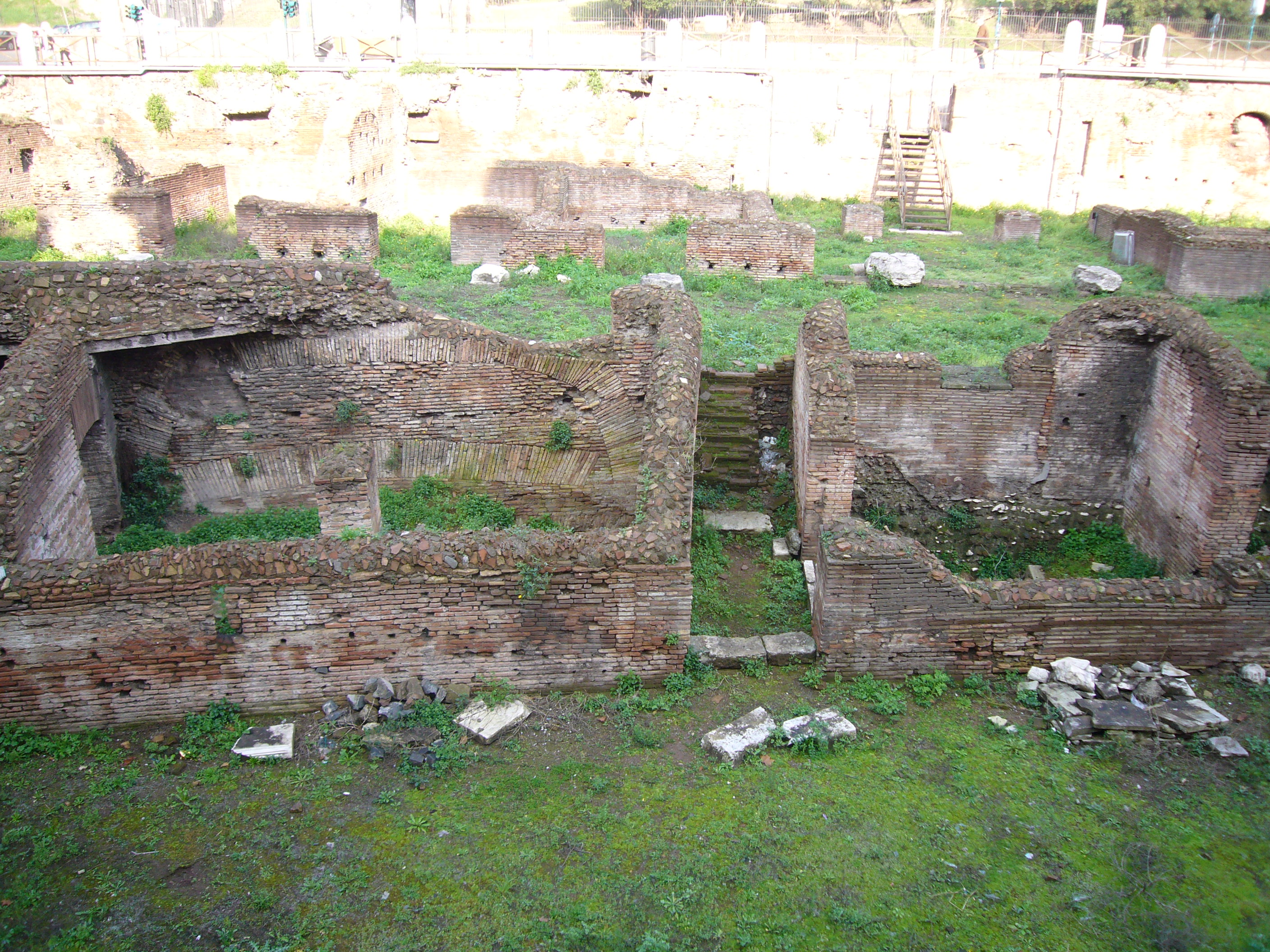
Un passaggio tra le gradinate.
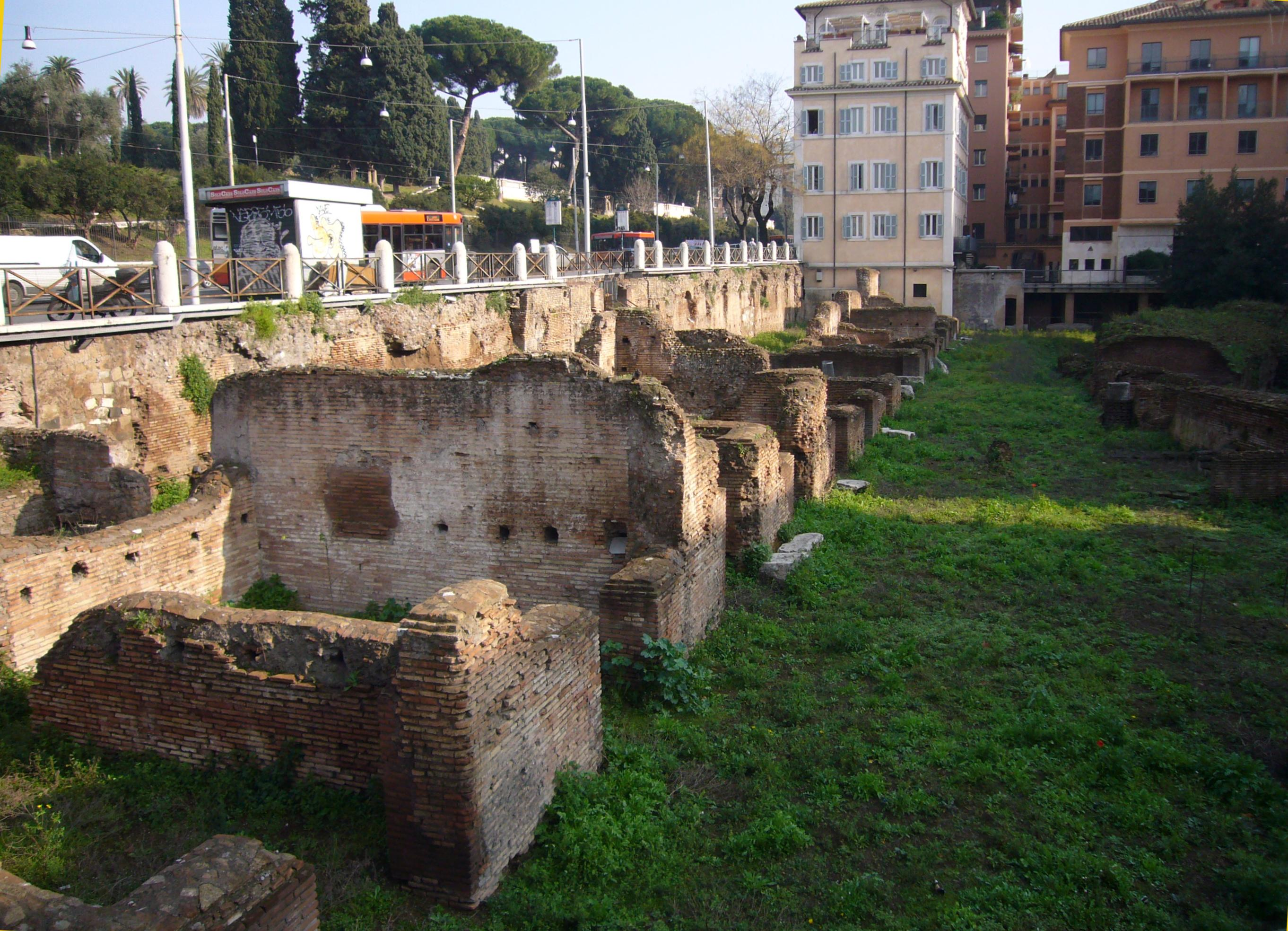
I resti delle celle dei gladiatori.
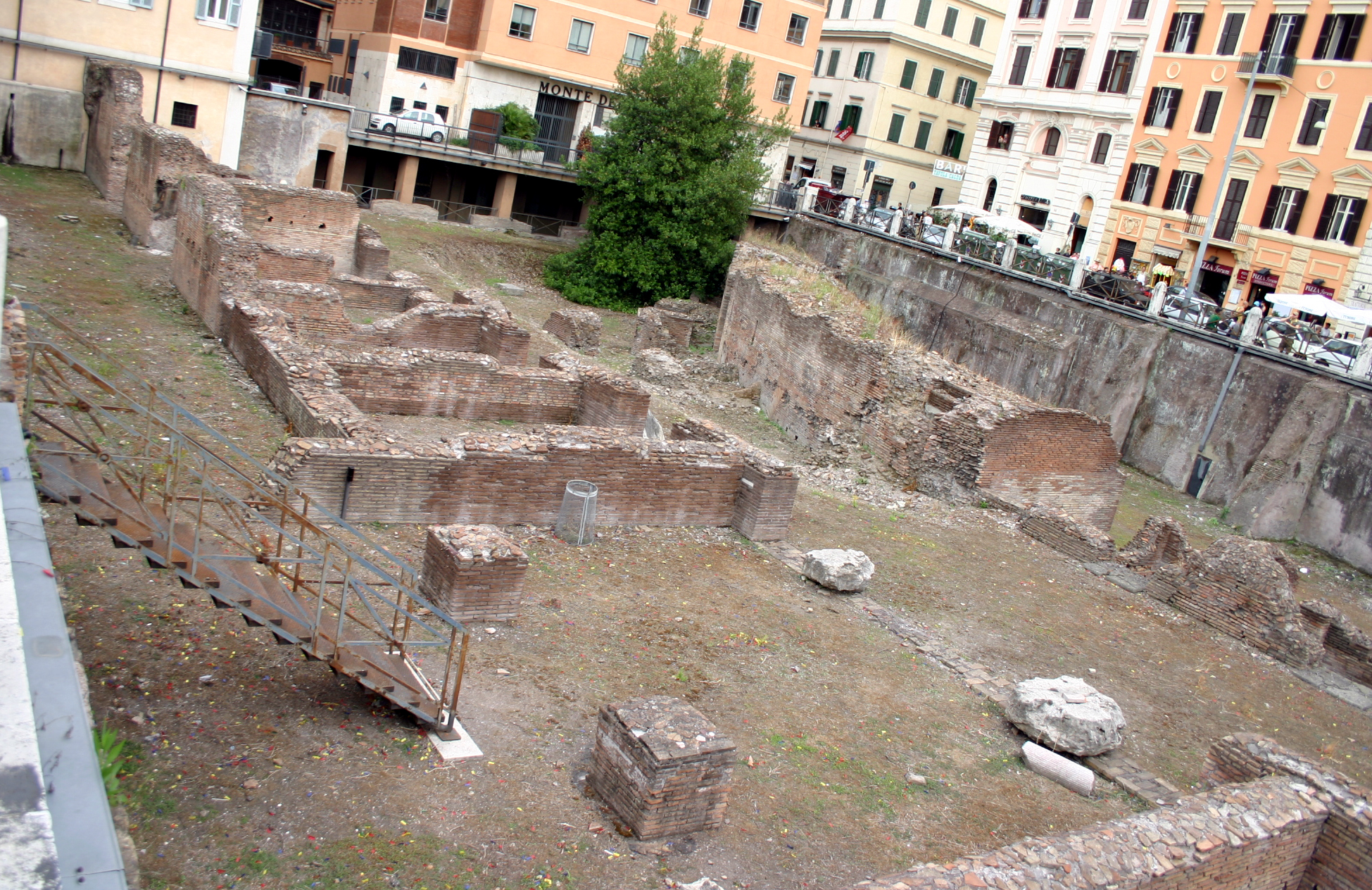
I resti delle celle dei gladiatori.